# 門出の歌

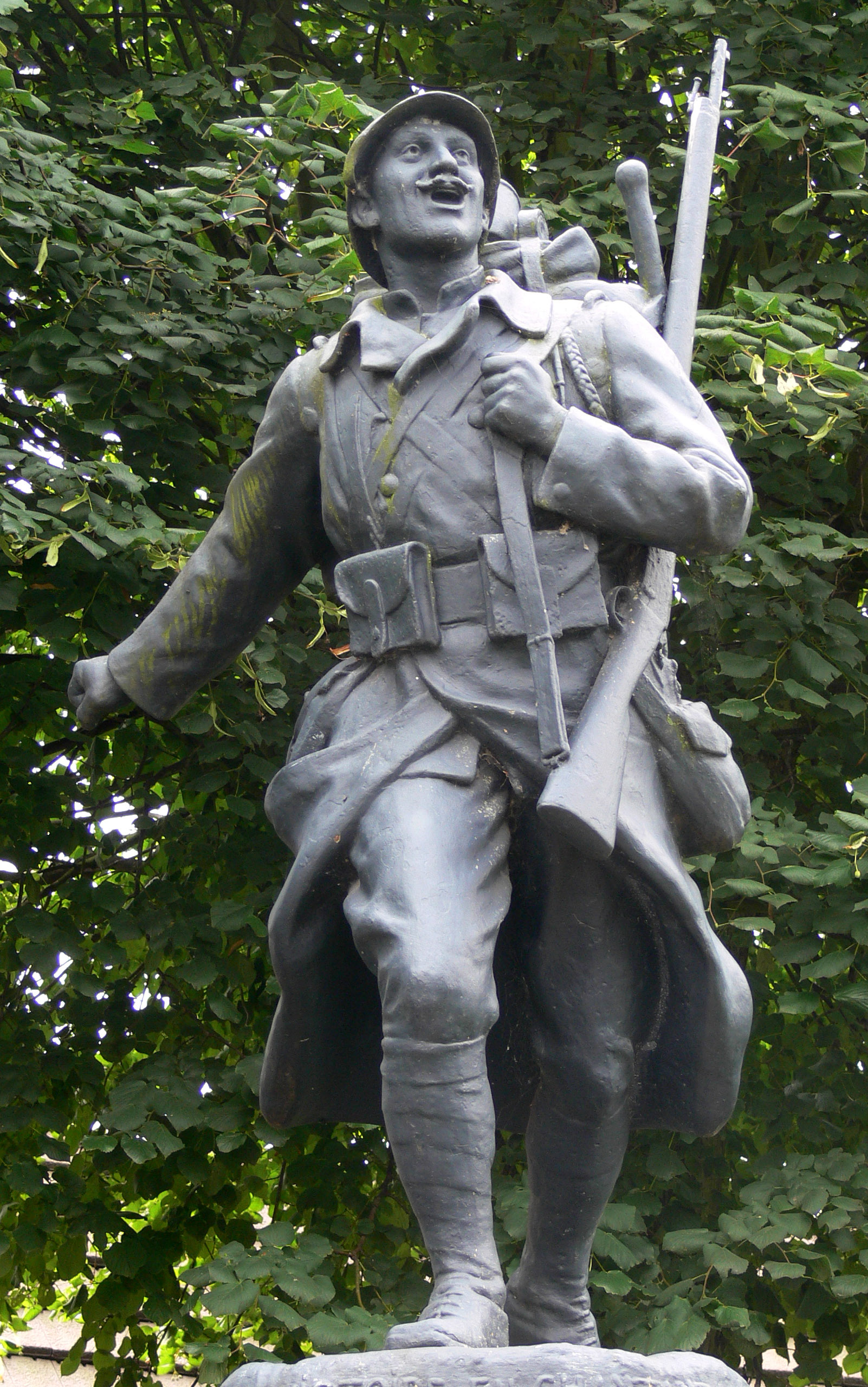
ファランパンにある記念像

『門出の歌』（かどでのうた、仏: Chant du Départ）は、1794年、詩人で劇作家のマリー＝ジョゼフ・シェニエ（wikidata）が作詞し、エティエンヌ＝ニコラ・メユールが作曲した革命歌。『出陣の歌』『出発の歌』とも訳される。フランス第一帝政期の公式歌で、現在も軍歌として歌われる。

## 概要

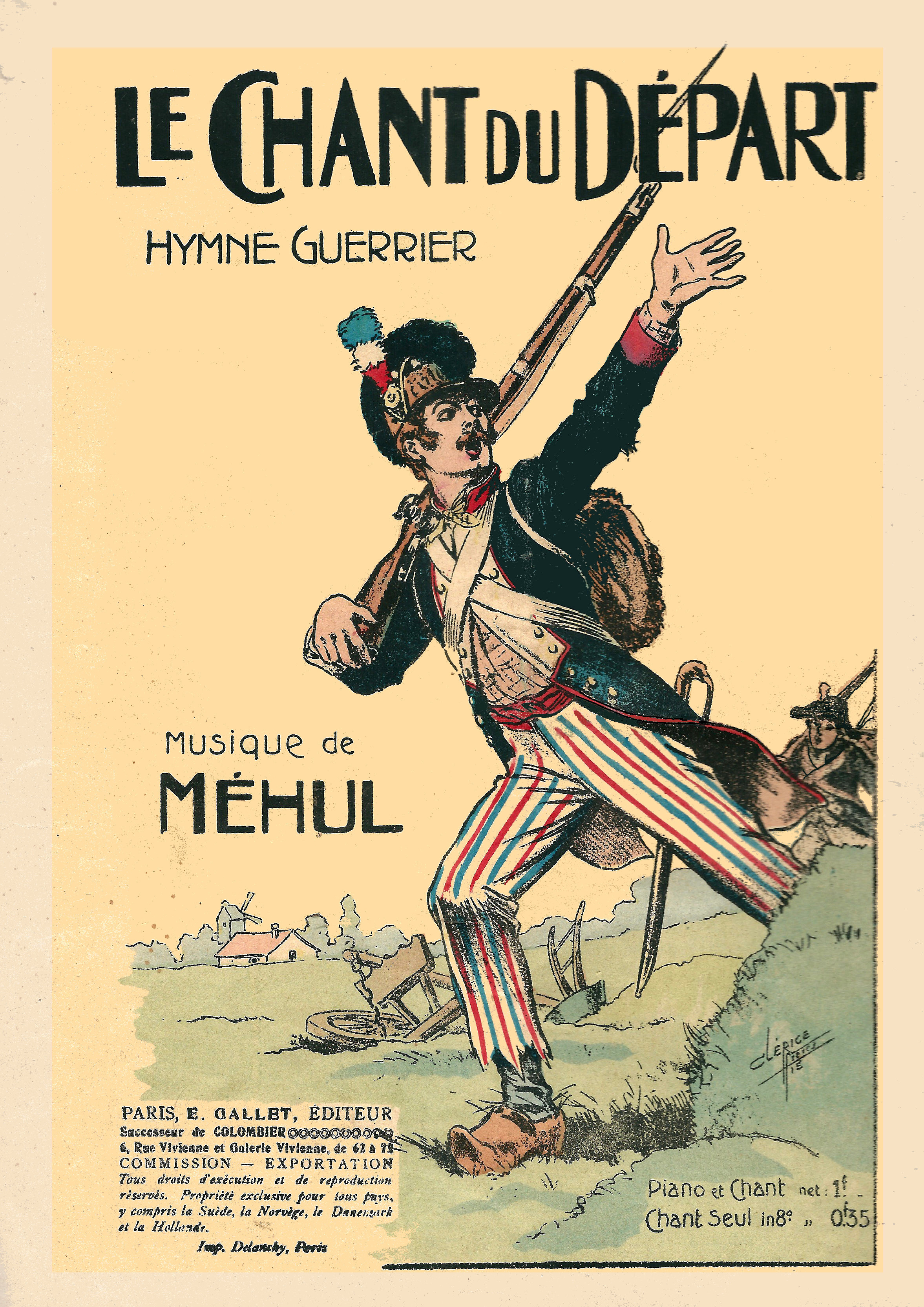
楽譜カバー

この歌は1794年7月14日にフランス音楽アカデミーの交響楽団と合唱団によって初演された。この歌の1万7千枚もの楽譜が直ちに複製され、共和国の14の軍に分配された。原題は「自由への賛歌」（仏: Hymne à la liberté）であったが、ロベスピエールによって現在の題へ変更された。進呈されたロベスピエールはこれを「崇高で、ジロンド派のシェニエによって作られた、これまでに作られた全ての共和派の詩を超える」と言った。
この歌は共和派の兵士達からは「マルセイエーズの兄弟」と称された。
その詩は音楽的な絵画の描写であると言われる。
各々の7つの節はそれぞれ歌い手を変えるか、または異なるグループが歌う。
- 最初の節は兵士達を励まし、共和国の為に戦うよう激奨する思想を伝達する歌詞である。
- 第2節は息子の命を祖国へ差し出す母の歌である。
- 第4節は12、3歳でフランスの為に死んだ未成年のジョゼフ・バラとジョゼフ・アグリコル・ヴィアラ（英語版）を称揚するために子供達に歌わせた。

バラはヴァンデの王党派に取り囲まれ、「ルイ16世万歳」と言えと命じられたが、代わりに「共和国万歳」と叫び処刑された。
ヴィアラは橋を破壊しようとして敵の銃弾に倒れた。最後の言葉は、「僕は死ぬが、僕は共和国の為に死んだ」である。
※これらふたつのエピソードは多分に脚色されている。
この歌は革命と帝政の両時代に歌い継がれ、今もなおフランス軍の軍歌として演奏されている。ジスカールデスタンは1974年のフランス大統領選挙で、この歌を応援歌として用いた。大統領就任中はマルセイエーズと共に、しばしばこの歌を軍楽隊に演奏させた。

## 歌詞
| | 日本語訳 |
| Un député du Peuple | 国民の代議士 |
| La victoire en chantant Nous ouvre la barrière. La Liberté guide nos pas. Et du Nord au Midi La trompette guerrière A sonné l'heure des combats. Tremblez ennemis de la France Rois ivres de sang et d'orgueil. Le Peuple souverain s'avance, Tyrans descendez au cercueil.                                                    | 勝利の唸りは 我等の為に門を開く 自由は我等の道程を導く そして北から南まで 戦争の喇叭は 戦いの時の合図を知らせる 震えよ、フランスの敵よ 王達は血と驕りに酔っている 主権者国民は前に進み 暴君は棺の中に行く                                                              |
| Chant des guerriers (Refrain) | 戦士達の歌 (合唱) |
| La République nous appelle Sachons vaincre ou sachons périr Un Français doit vivre pour elle Pour elle un Français doit mourir. Un Français doit vivre pour elle Pour elle un Français doit mourir. | 共和国が我等を呼んでいる 勝利か、または滅亡か フランス人はその為に生き その為に、フランス人は死ぬ フランス人はその為に生き その為に、フランス人は死ぬ |
| Une mère de famille | 家族の母 |
| De nos yeux maternels ne craignez pas les larmes : Loin de nous de lâches douleurs ! Nous devons triompher quand vous prenez les armes : C'est aux rois à verser des pleurs. Nous vous avons donné la vie, Guerriers, elle n'est plus à vous ; Tous vos jours sont à la patrie : Elle est votre mère avant nous. (Refrain)     | 我等の母が涙を流すのを恐れるな 我等から消え去れ、臆病な悲嘆よ！ 汝等が圧政に耐える時、我等は勝利する 涙を流すのは王達である 我等は汝等に命を与えた 戦士達よ、汝等の命はもはや汝等の物ではない 汝等の全ての日は母なる国に属する それは全てを超えて汝等の母である (合唱) |
| Deux vieillards | 二人の老人 |
| Que le fer paternel arme la main des braves ; Songez à nous au champ de Mars ; Consacrez dans le sang des rois et des esclaves Le fer béni par vos vieillards ; Et, rapportant sous la chaumière Des blessures et des vertus, Venez fermer notre paupière Quand les tyrans ne seront plus. (Refrain)                           | 父の力強い腕は、勇敢なる手は 我等に戦場を思い起こさせるだろう 王達の血とその奴隷達に祝福を 汝等の腕は長老に祝福され そして家に帰る 戦傷と美徳は 来たりて我等の戦いは幕を閉じる 暴君が倒れた時に (合唱)                                                                 |
| Un enfant | ある子供 |
| De Barra, de Viala le sort nous fait envie ; Ils sont morts, mais ils ont vaincu. Le lâche accablé d'ans n'a point connu la vie : Qui meurt pour le peuple a vécu. Vous êtes vaillants, nous le sommes : Guidez-nous contre les tyrans ; Les républicains sont des hommes, Les esclaves sont des enfants. (Refrain)            | バラとヴィアラの運命は我等を羨望に満たす 彼等は死んだが、彼等は勝利した 年齢に苦しむ臆病者は生命を感じる事は無い 彼は人々が生きる為に死んだ 汝等は勇敢で、我等も勇敢である 暴君に対する為に我等を導き給え 共和主義者は男達で 奴隷は子供である (合唱)                   |
| Une épouse | ある妻 |
| Partez, vaillants époux ; les combats sont vos fêtes ; Partez, modèles des guerriers ; Nous cueillerons des fleurs pour en ceindre vos têtes : Nos mains tresserons vos lauriers. Et, si le temple de mémoire S'ouvrait à vos mânes vainqueurs, Nos voix chanterons votre gloire, Nos flancs porteront vos vengeurs. (Refrain) | 発ちなさい、勇敢な夫よ！戦争は汝の祝宴 発ちなさい、戦士達の鑑よ 私は必ず汝の頭に冠を戴くのに花を摘む 私の手は必ず月桂樹を編み もし納棺所が 汝のマネスの勝利の為に開こうとも 私の声は必ず汝の栄光を歌う 私の子宮は必ず汝への復讐者を耐え忍ぶ (合唱)                     |
| Une jeune fille | ある若い娘 |
| Et nous, sœurs des héros, nous qui de l'hyménée Ignorons les aimables nœuds ; Si, pour s'unir un jour à notre destinée, Les citoyens forment des vœux, Qu'ils reviennent dans nos murailles Beaux de gloire et de liberté, Et que leur sang, dans les batailles, Ait coulé pour l'égalité. (Refrain)                           | そして私達、英雄の姉妹は、ヒュメナイオスの 結婚の結び目を無視する もし、いつか彼らの運命と私達の運命が重なるなら 市民はその願いを表明するだろう 彼らが私達の壁の中に 栄光と自由に飾られて戻ってくることを そして彼らの血が闘いの中で 平等の為に流されたことを (合唱)   |
| Trois guerriers | 三人の戦士達 |
| Sur le fer devant Dieu, nous jurons à nos pères, À nos épouses, à nos sœurs, À nos représentants, à nos fils, à nos mères, D'anéantir les oppresseurs : En tous lieux, dans la nuit profonde, Plongeant l'infâme royauté, Les Français donneront au monde Et la paix et la liberté. (Refrain)                                  | 神の御前の鉄の上で、我等は誓う、我等が父に、 我等が妻に、我等が姉妹に 我等が代表に、我等が息子に、我等が母に 我等は圧政者を殲滅する どんな場所でも、深い夜の中でも 忌まわしき王家の者を没落させる フランス人は世界に授ける 平和と自由を (合唱)                         |

### フランス国歌一覧
- アンリ四世万歳（Vive Henri Ⅳ!）- フランス革命前、および復古王政期の国歌。
- 神は偉大な王を守る（Domine, salvum fac regem）- フランス王国の準国歌、王室歌。
- ラ・マルセイエーズ（La Marseillaise）- 現在のフランスの国歌。
- ラ・パリジェンヌ（La Parisinenne）- 七月王政（オルレアン朝）期の国歌。
- ジロンド派の歌（Le chant des girondins）- 第二共和政期の国歌。
- シリアへ旅立ちながら（Partant pour la Syrie）- 第二帝政期の準国歌。
- インターナショナル（L'Internationale）- パリ・コミューンの革命歌、後のソ連国歌。政治情勢次第ではフランスの国歌にもなった可能性がある。
- 元帥よ、我らここにあり！（Marechal, nous voila!）- ヴィシー政権の準国歌。ドイツ占領地域では三色旗とラ・マルセイエーズは禁止されていた。
- パルチザンの歌（フランス語版）（Le chant des partisans）- 自由フランスの準国歌。第四共和政の国歌の座をラ・マルセイエーズと争った。